# Mohammed Atta

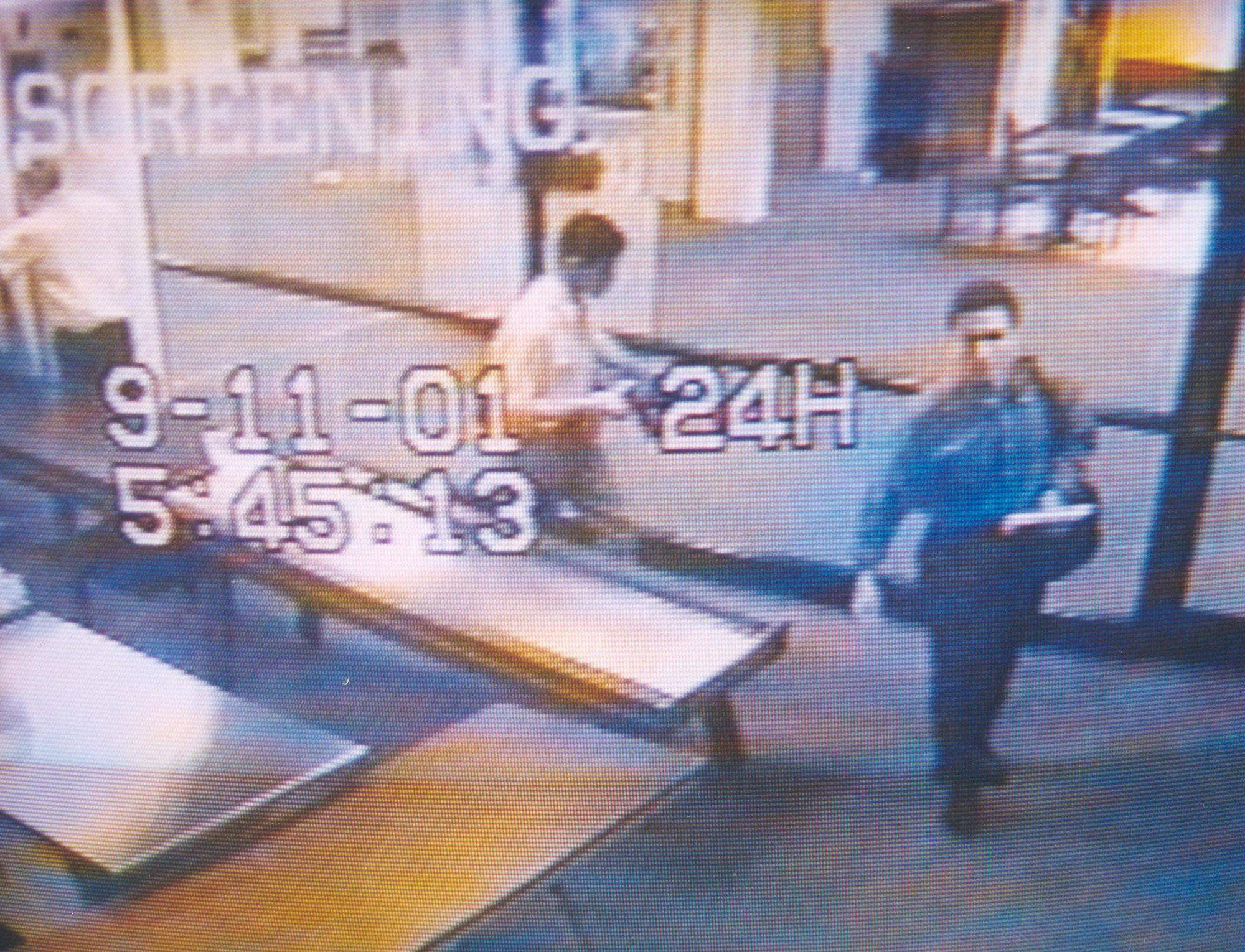
Atta (rechts) samen met medekaper Abdulaziz al-Omari op Portland International Jetport, vanwaar ze naar Boston vertrokken, waar ze in het te kapen vliegtuig zouden stappen

Mohammed Atta (Arabisch: محمد عطا السيد), (Kafr el Sheikh, 1 september 1968 – New York, 11 september 2001) was een Egyptische terrorist en de aanvoerder van de 19 vliegtuigkapers die de aanslagen op 11 september 2001 pleegden. Hij bestuurde het eerste gekaapte vliegtuig dat in New York in de noordelijke toren van het World Trade Center vloog.
Atta groeide op in Caïro, waar hij architectuur studeerde. Vervolgens studeerde hij vanaf 1992 stadsplanning aan de Technische Universiteit in de Duitse stad Hamburg. Hij bezat zowel het Egyptische als het Saoedi-Arabische staatsburgerschap.
In Hamburg radicaliseerde Atta. Tijdens en na zijn opleiding kwam hij in contact met andere radicale moslims, onder wie een aantal toekomstige medekapers. In 1999 wilde hij aanvankelijk naar Tsjetsjenië om tegen de Russen te vechten, maar hij kwam uiteindelijk in Afghanistan terecht. Daar werd hij al snel door Osama bin Laden en Mohammed Atef gekozen als tactisch commandant van de gehele operatie van 11 september 2001. Hij verbleef van eind 1999 tot begin 2000 in trainingskampen van Al Qaida.
Terug in Duitsland verkreeg Atta een visum voor de VS voor een periode van vijf jaar. In juni 2000 arriveerde hij in de VS, waar hij aan verschillende vliegopleidingen deelnam en na een verblijf van ruim een jaar de aanslag uitvoerde.